# Sumampattus verae
Espèce
Sumampattus verae est une espèce d'araignées aranéomorphes de la famille des Salticidae.

## Distribution
Cette espèce est endémique du Rio Grande do Sul au Brésil,.

## Description
Le mâle holotype mesure 7,24 mm et la femelle paratype 8,05 mm.

## Systématique et taxinomie
Cette espèce a été décrite par Marta, Figueiredo et Rodrigues en 2023.

## Étymologie
Cette espèce est nommée en l'honneur de Vera Lucia Marta, la grand-mère de Kimberly da Silva Marta.

## Publication originale
- Marta, Figueiredo & Rodrigues, 2023 : « A new species of Sumampattus Galiano, 1983 from Brazil (Araneae: Salticidae: Freyina). » Studies on Neotropical Fauna and Environment, vol. 58, no 1, p. 184-193.